# Groenewoud/Buij
Groenewoud/Buij is een Nederlands kunstenaarsduo, bestaande uit Gerard Groenewoud en Tilly Buij.

## Kunstenaars
Gerrit A. (Gerard) Groenewoud (Rozenburg, 5 juni 1958) volgde de lerarenopleiding Ubbo Emmius in Leeuwarden (1976-1983). Hij is werkzaam als fotograaf, grafisch ontwerper en beeldhouwer.
Tilly A. Buij (Wijdenes, 6 februari 1957) volgde de lerarenopleiding Ubbo Emmius in Leeuwarden (1976-1982) en ging vervolgens naar de Academie voor Beeldende Vorming in Amersfoort (1982-1984). Zij is actief als beeldhouwer.
Groenewoud en Buij namen in 1982 deel aan de manifestatie 'De Jonge Friezen', vormden de blaassectie van de jazz-funk formatie De Koffieband en werkten van 1983 tot 1991 samen met Gertjan Slagter en Rins Boschma onder de naam De Vier Evangelisten. Sinds 1988 werken ze als duo samen onder de naam Groenewoud/Buij. Hun werk varieert van tijdelijke installaties (opblaasbeelden of objecten gemaakt van rubber binnenbanden) tot permanente sculpturen voor de openbare ruimte. Ook daarin gebruiken ze een breed scala aan materialen en technieken.
In 2000 zijn Groenewoud en Buij genomineerd voor de oeuvreprijs van de Nederlandse beeldhouwkunst: de Wilhelminaring.

## Beelden en tentoonstellingen (selectie)
- 1995 De Bok, het Gouden Ei en de Zeven Raven Fries Museum, Leeuwarden
- 1998 Tua Res Agitur Rijksuniversiteit Groningen
- 1998 Blond Shell Beelden aan Zee Scheveningen
- 1999 Beu SKOR Ooststellingwerf
- 2000 Urban Constellation Stationshal Leeuwarden
- 2000 Surface to Air, Bergkerk (Deventer)
- 2001 Campus Stellae, Sint Jacobsstraat, Leeuwarden
- 2002 Patient Dog, Meppel[4]
- 2002 Scratch, Amsterdam
- 2004 Giganten, Den Haag Sculptuur
- 2005 Paleistuin, Den Haag Sculptuur
- 2007 Vitae, Dokkum
- 2008 Mercury Rising, Sneek
- 2009 RC/CR, Hillegom
- 2010 Resonance, Aalsmeer[5]
- 2010 Caprice, Nunspeet
- 2011 Interpark II, Anningahof Zwolle
- 2013 Stille Wetters (Aquatheek), reizend
- 2017 Borboros, IJsselbiënnale, Deventer
- 2021 Gedenkraam in de Blokhuispoort, Leeuwarden

## Galerij

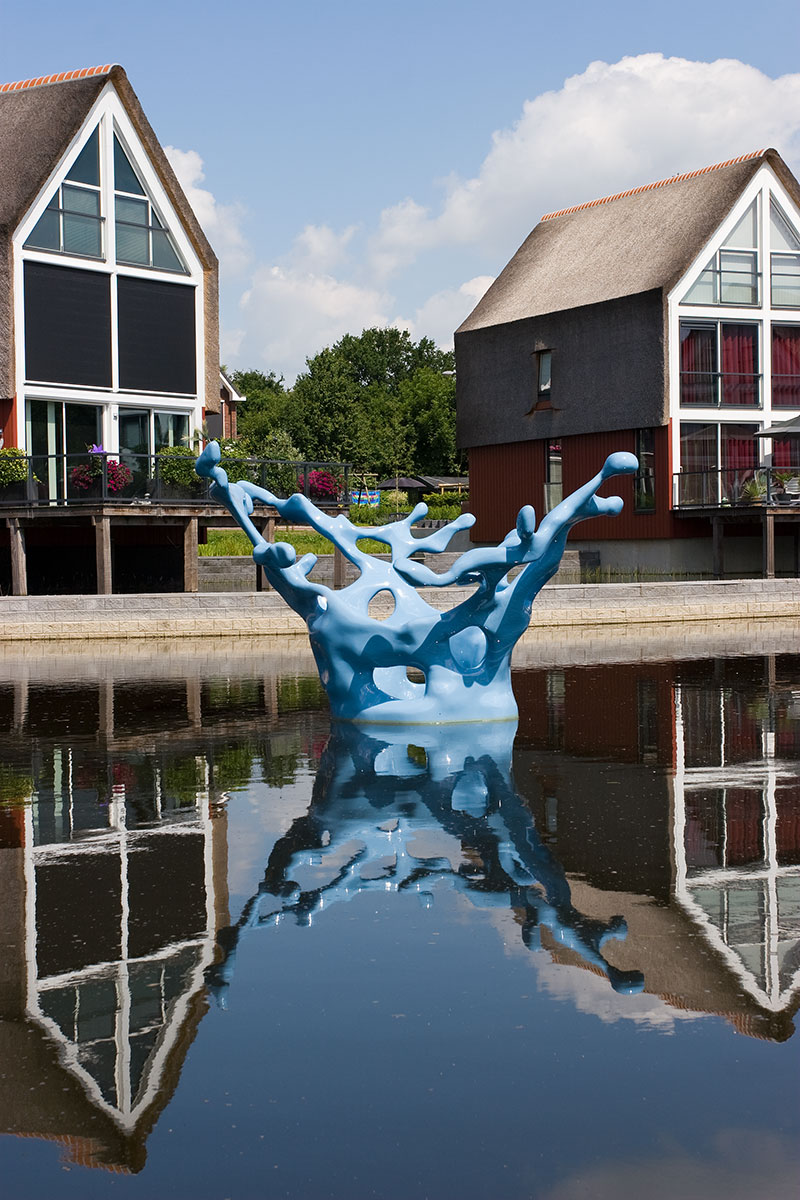
Caprice (2010)
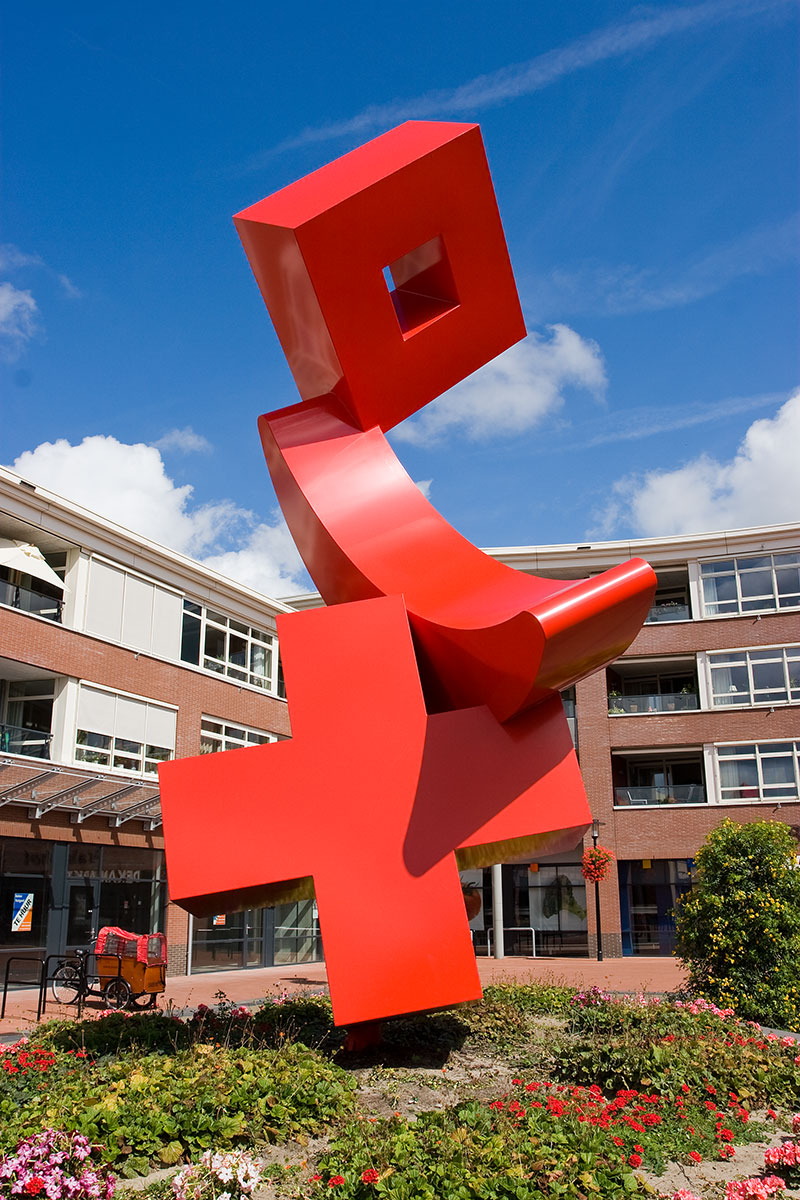
RC/CR (2009)
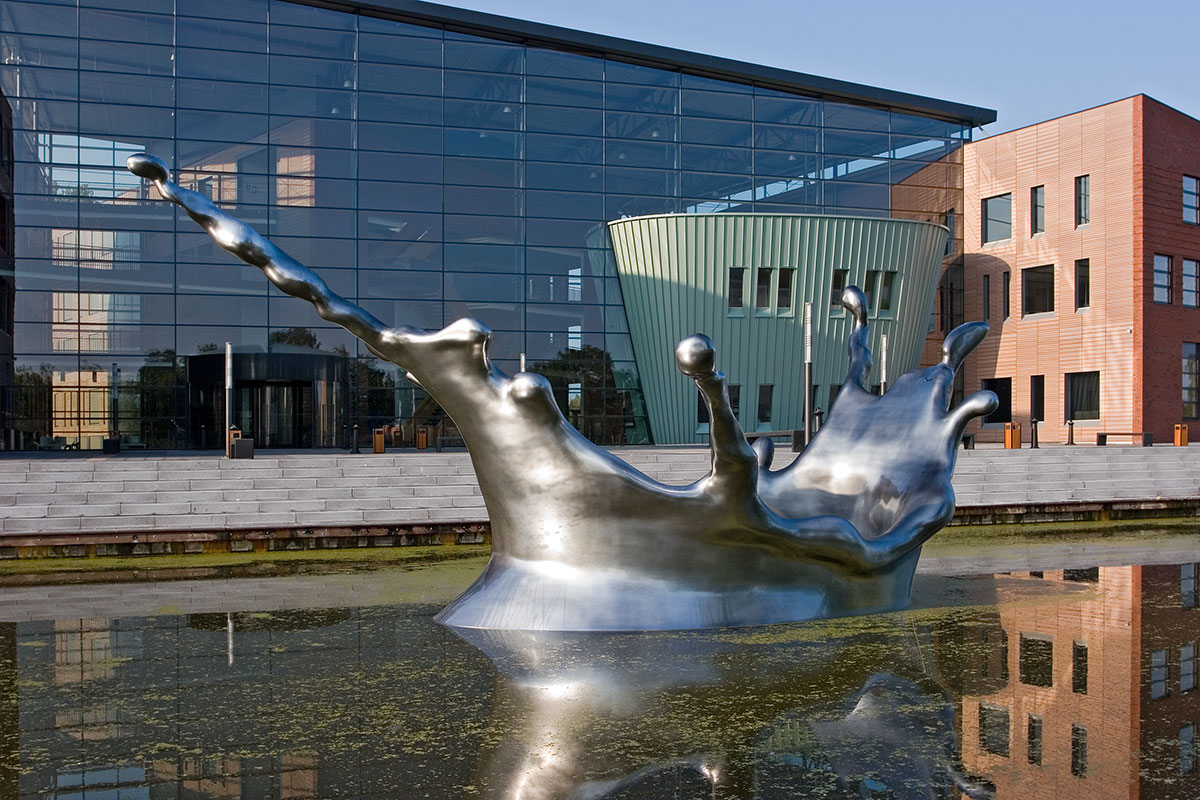
Mercury Rising (2008)
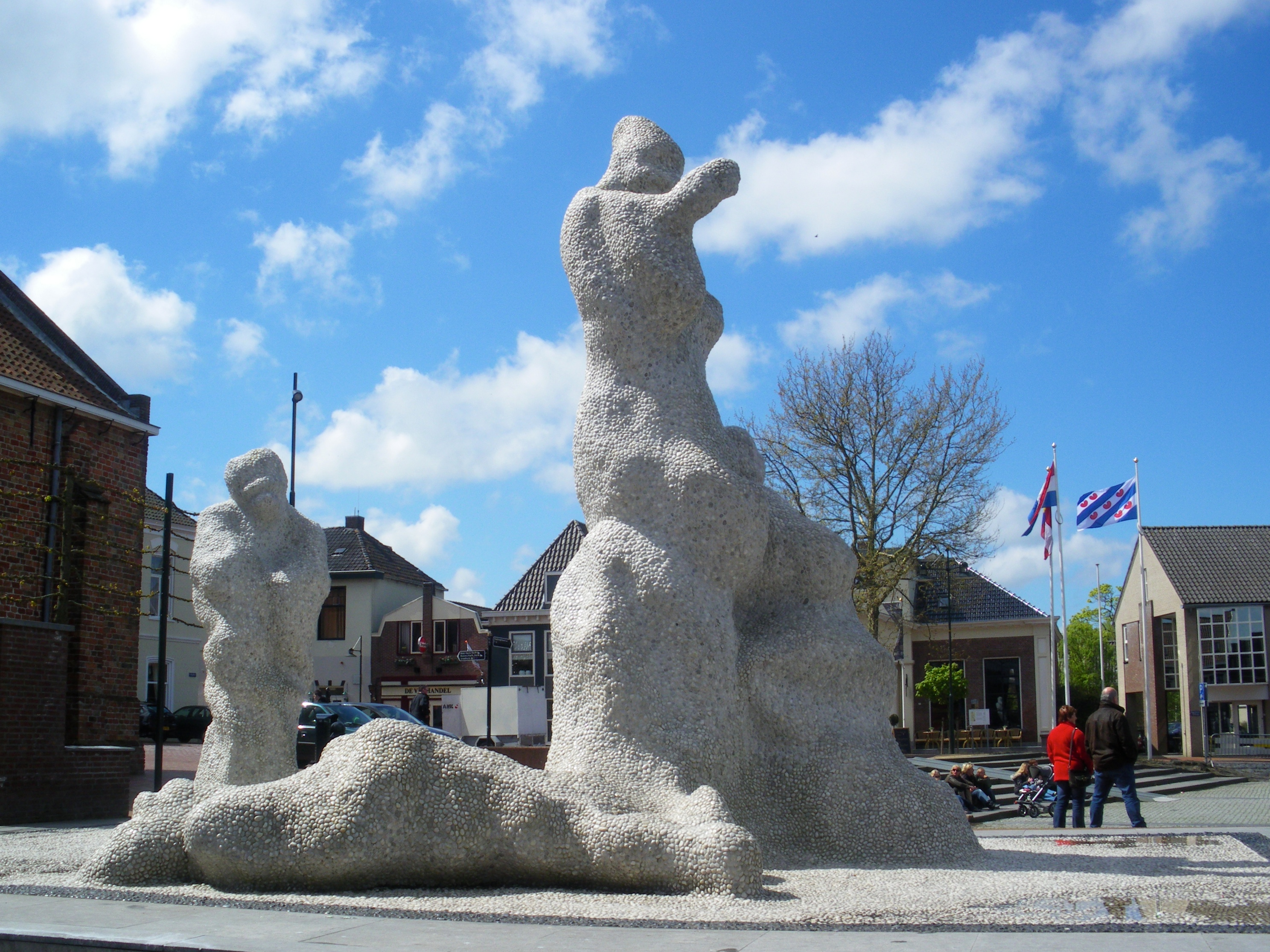
Vitae (2007)
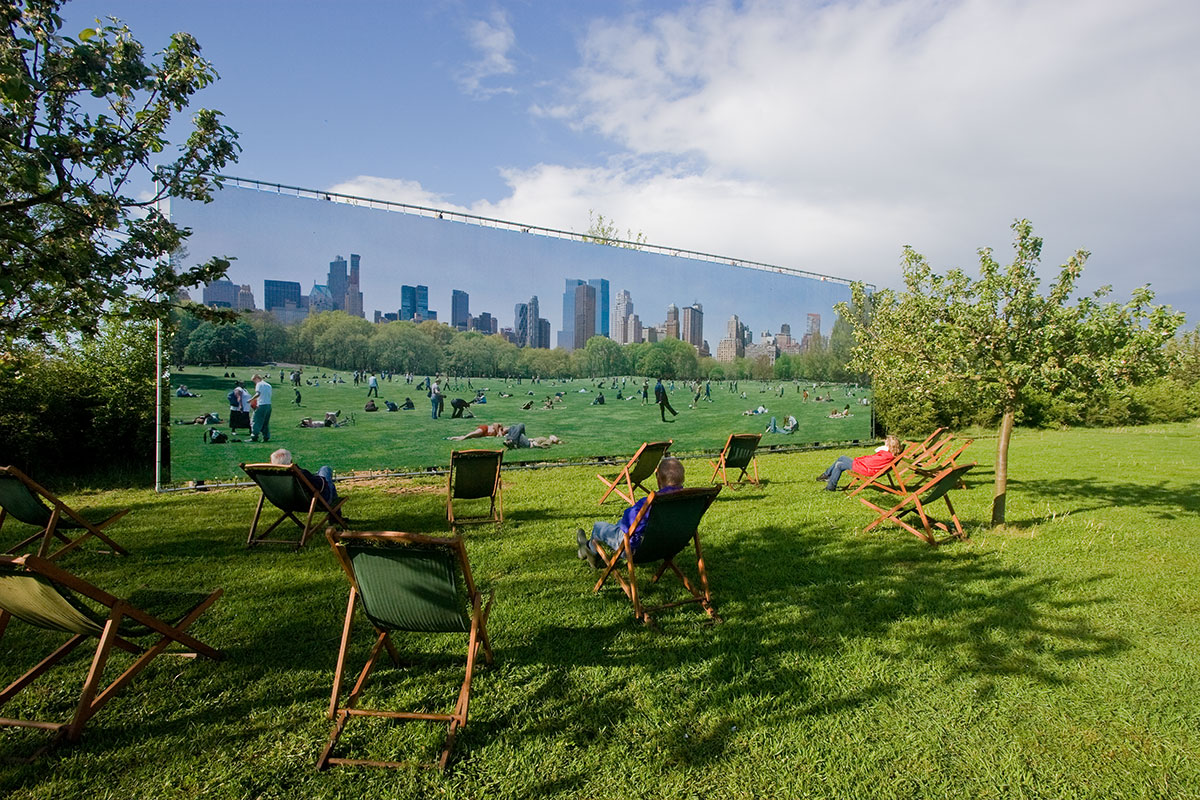
Interpark (2008)
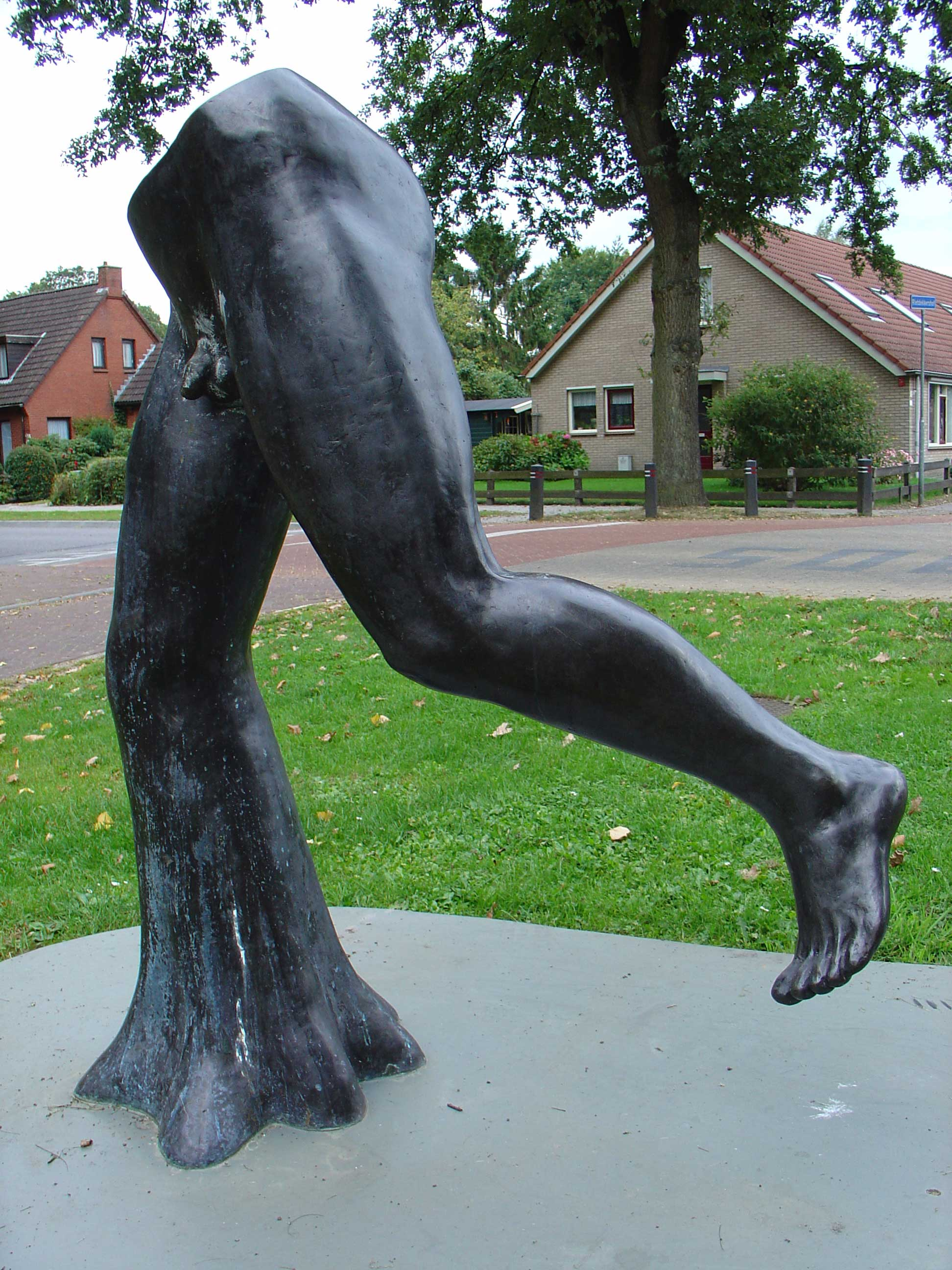
De Aanleg (2003)
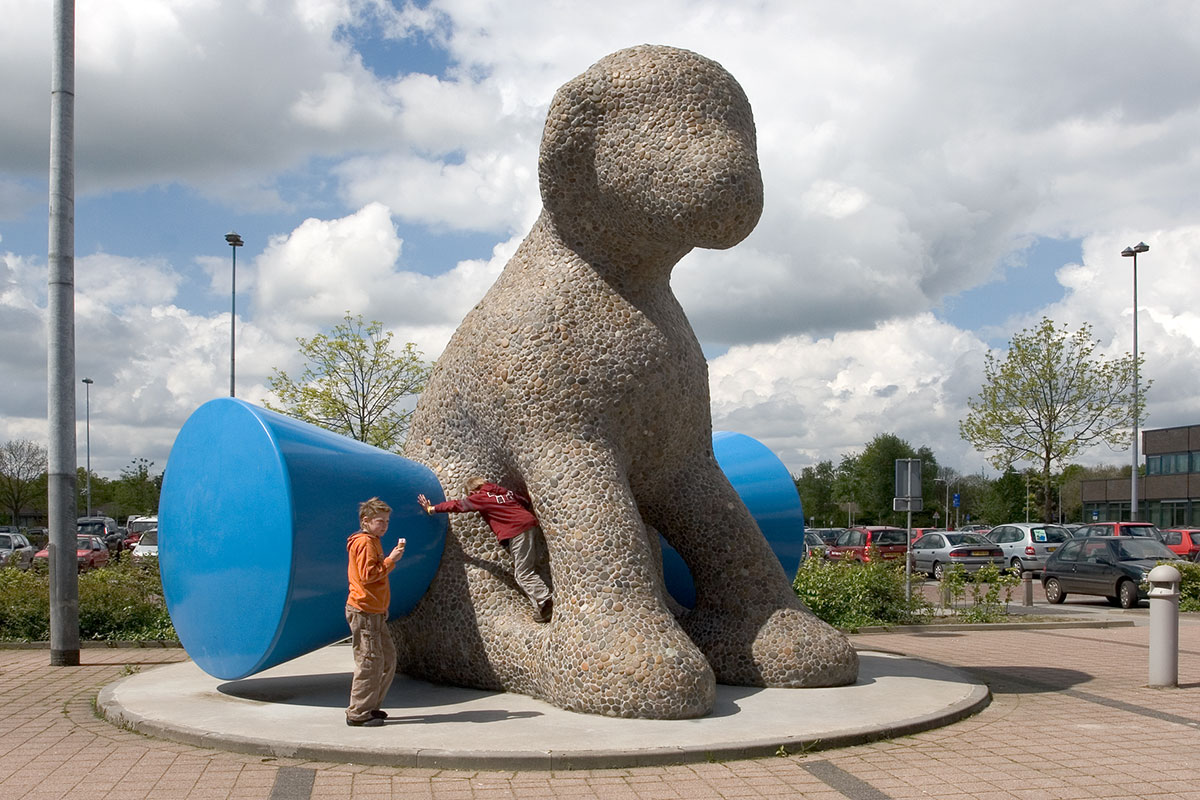
Patient Dog (2002)
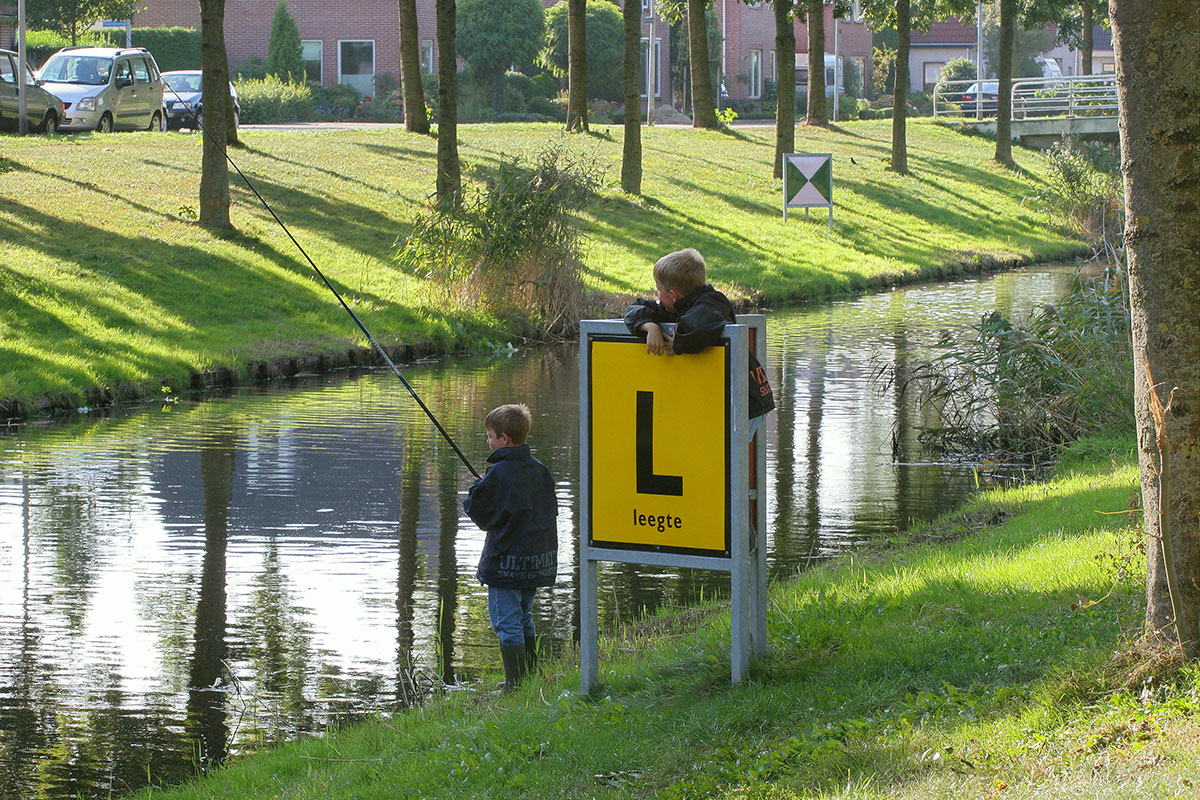
Diablo (2002)
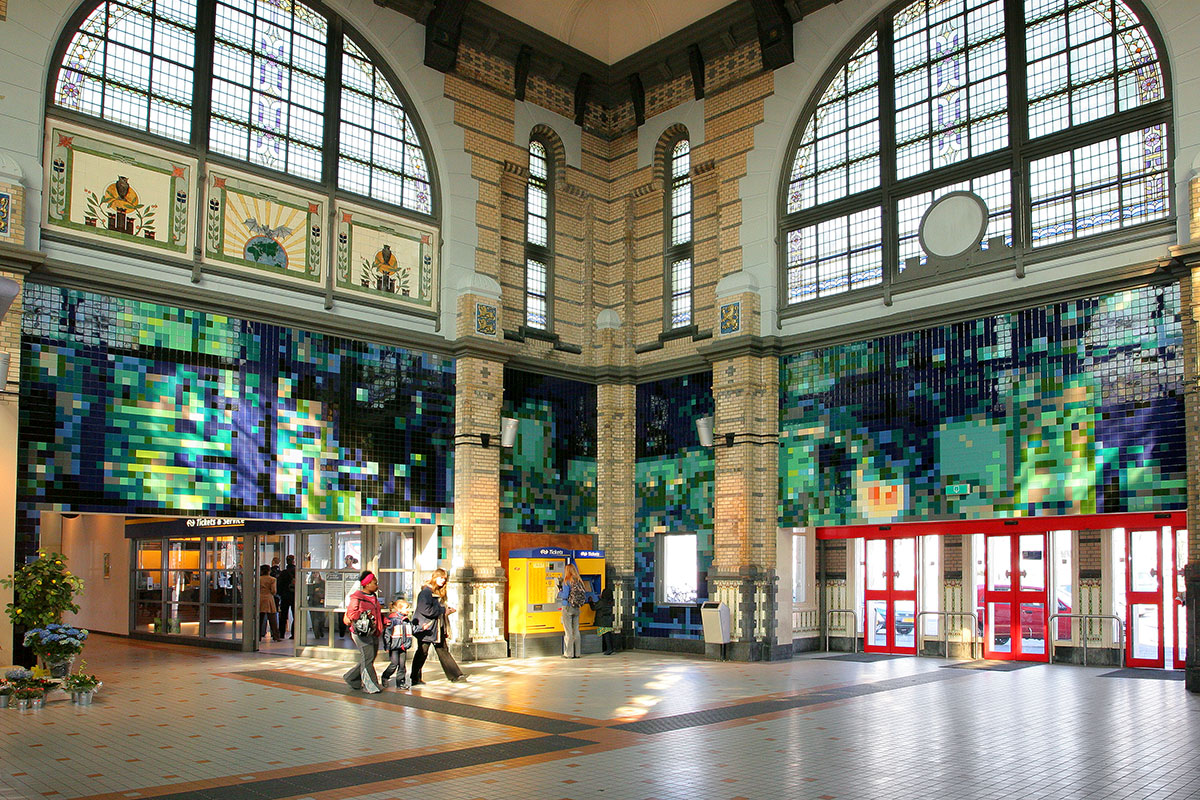
Urban Constellation (2000)
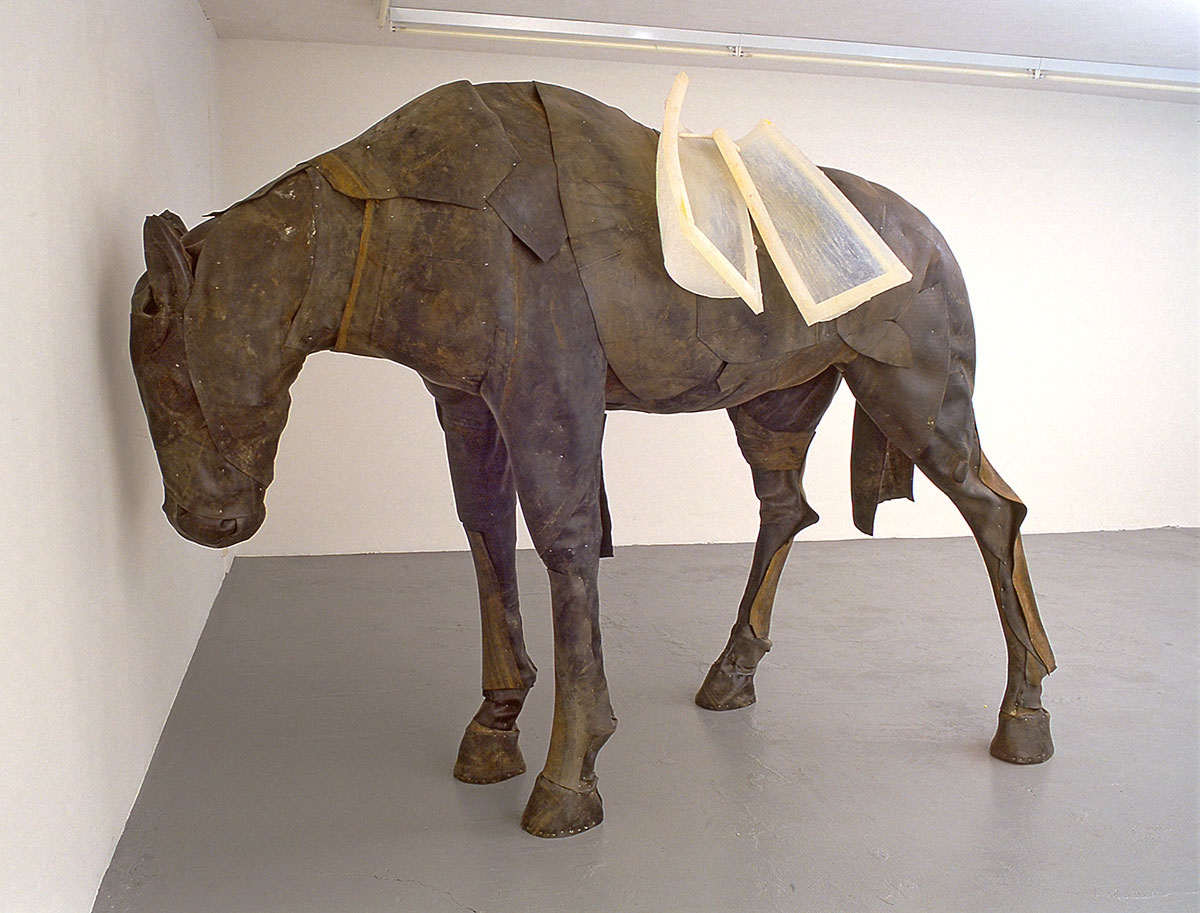
Stability (1999)

- RKD-Nederlands Instituut voor Kunstgeschiedenis: 212097